# Spathula ochyra
Spathula ochyra és una espècie de triclàdide dugèsid que habita l'aigua dolça d'Austràlia i Nova Zelanda. Els espècimens vius poden fer entre 12 i 15 mm de longitud i entre 2 i 3 mm d'amplada. Tenen un cap espatulat amb aurícules curtes.